# Astrostole scabra
Astrostole scabra is een zeester uit de familie Asteriidae.
De wetenschappelijke naam van de soort werd in 1872 gepubliceerd door Frederick Wollaston Hutton.